# Brutkastenlüge
Als Brutkastenlüge wird die über längere Zeit als Tatsache verbreitete Lüge bezeichnet, dass irakische Soldaten bei der Invasion Kuwaits im August 1990, dem Beginn des Zweiten Golfkriegs, kuwaitische Frühgeborene getötet hätten, indem sie diese aus ihren Brutkästen gerissen und auf dem Boden hätten sterben lassen. Diese Behauptung wurde 1990 von Nayirah as-Sabah (auch Naijirah) im Kongress der Vereinigten Staaten kolportiert. Sie hatte Einfluss auf die öffentliche Debatte über die Notwendigkeit eines militärischen Eingreifens zugunsten Kuwaits und wurde unter anderem vom damaligen US-Präsidenten George H. W. Bush und von Menschenrechtsorganisationen vielfach zitiert. Erst nach der US-geführten militärischen Intervention zur Befreiung Kuwaits stellte sich die Geschichte als Erfindung der amerikanischen PR-Agentur Hill & Knowlton heraus. Diese war von der im Exil befindlichen kuwaitischen Regierung bezahlt worden, um eine Rückeroberung Kuwaits mittels Öffentlichkeitsarbeit zu unterstützen.

## Aussage
Eine junge Frau aus Kuwait, die sich mit ihrem Vornamen „Nayirah“ vorstellte, gab am 10. Oktober 1990 vor einem informellen Menschenrechtskomitee des US-Kongresses unter Tränen eine Erklärung ab: Sie habe als kuwaitische Hilfskrankenschwester freiwillige Arbeit im Al-Adnan-Krankenhaus in Kuwait geleistet und sei dabei Zeugin des Eindringens irakischer Soldaten geworden. Sie sagte:

„Ich habe gesehen, wie die irakischen Soldaten mit Gewehren in das Krankenhaus kamen…, die Säuglinge aus den Brutkästen nahmen, die Brutkästen mitnahmen und die Kinder auf dem kalten Boden liegen ließen, wo sie starben.“

Eine ähnliche Aussage tätigte ein vor dem UN-Sicherheitsrat auftretender Arzt. Er selbst bezeichnete sich als Chirurg und sprach von 120 getöteten Frühgeborenen. Der Journalist Alexander Cockburn wies allerdings schon im Januar 1991 nach, dass sich der Arzt zum Zeitpunkt der irakischen Invasion gar nicht in Kuwait, sondern im Exil in Saudi-Arabien aufgehalten hatte. Gleichzeitig stellte er im selben Artikel die Frage, ob es in irgendeinem Krankenhaus in Kuwait überhaupt so viele Brutkästen geben könnte.
Erst nach dem Krieg wurde bekannt, dass Nayirah as-Sabah die damals fünfzehnjährige Tochter des kuwaitischen Botschafters Saud Nasir as-Sabah in den USA und Kanada sowie Mitglied der Herrscherfamilie Kuwaits war. Ihr Vater saß während ihrer Aussage vor dem Kongress-Komitee als Zuhörer im Publikum. Ihr Bericht war frei erfunden und die Jugendliche hatte dort nie gearbeitet. Der vor dem Sicherheitsrat aufgetretene „Chirurg“ entpuppte sich als Zahnarzt.
Die kuwaitische Regierung hatte aus dem Exil heraus die amerikanische PR-Agentur Hill & Knowlton für 12 Millionen US-Dollar beauftragt, in der amerikanischen Öffentlichkeit für ein militärisches Eingreifen der USA zugunsten Kuwaits zu werben. Beauftragt wurde H+K dazu von der Scheinorganisation Citizens for a Free Kuwait, die wiederum von der kuwaitischen Regierung gegründet und finanziert worden war. Die Agentur startete eine Reihe von PR-Aktivitäten, wozu unter anderem die erfundene Brutkastengeschichte gehörte. Zwei Krankenschwestern der betreffenden Entbindungsstation erklärten später, dass die von as-Sabah beschriebenen Vorfälle niemals stattgefunden hätten.

## Mitverantwortung der US-Regierung
Das Wissen um den PR-Vorgang und die Mitverantwortung der US-Regierung für die Brutkastenlüge sind in der Forschung umstritten.
Nach Michael Butter etwa wusste in Wirklichkeit nur die PR-Agentur von dem Vorgang und initiierte ihn. Dagegen stellt Andreas Elter dar:

„Die Arbeit der US-Werbeagentur für die Kuwaiter trug also in gewisser Weise die Handschrift des Weißen Hauses. Präsident Bush wurde von Fuller über jeden einzelnen Schritt unterrichtet. Ob er auch seine persönliche Einwilligung für die Baby-Geschichte gab, ist allerdings nicht zu belegen. Was bleibt, ist aber, dass enge personelle Kontakte zwischen der US-Regierung und einer Agentur bestanden, die nachweisbar Lügen in die Welt gesetzt hatte. Dieselbe Agentur wurde im anderen Zusammenhang von der US-Regierung sogar direkt beschäftigt.“

## Wirkung
Nayirahs Darstellung spielte eine große Rolle bei der Entscheidungsfindung der USA über eine Intervention im Irak. Präsident Bush erwähnte die Lügengeschichte in wenigen Wochen mindestens zehnmal. Amnesty International veröffentlichte am 19. Dezember 1990, über zwei Monate nach dem Auftritt des Mädchens, einen 84-seitigen Bericht über Menschenrechtsverletzungen in Kuwait, der die Brutkastenlüge enthielt. Sie wurde auch noch am 8. Januar 1991 von einem führenden Amnesty-International-Mitarbeiter vor dem Komitee für auswärtige Angelegenheiten wiederholt. Der US-Senat stimmte schließlich am 12. Januar 1991 mit 52:47 Stimmen für eine Intervention im Zweiten Golfkrieg. Das Repräsentantenhaus stimmte mit 250:183 Stimmen für den Krieg, der schließlich am 19. Januar begann.
Da kein Zeuge unter Eid ausgesagt hatte, hatten die Falschaussagen keinerlei rechtliche Konsequenzen.

## Rezeption
Die PR-Kampagne gilt als Beispiel für gezielte Medienmanipulation und Desinformation, um Politik, Medien und Öffentlichkeit kriegsreif zu machen. Amnesty International versuchte nach der Befreiung Kuwaits, die Story zu verifizieren, und gab schließlich öffentlich zu, einer Fälschung aufgesessen zu sein.